# Jaime Gil de Biedma
Jaime Gil de Biedma y Alba (Barcelona, 13 de noviembre de 1929-ibid., 8 de enero de 1990) fue un escritor español, considerado uno de los poetas más importantes de la segunda mitad del siglo XX y de la Generación del 50.

## Biografía
Nacido en el seno de una familia de la alta burguesía castellana: hijo de Luis Gil de Biedma y Becerril (hermano del político José Gil de Biedma), fallecido el 14 de octubre de 1970 y de María Luisa Alba (1897-1989). Su padre se trasladó a Barcelona para trabajar en la Compañía de Tabacos de Filipinas. El que fuera su despacho puede ser visitado hoy en día en el Hotel 1898 en La Rambla de Barcelona.
Gil de Biedma estudió Derecho en Barcelona y en la Universidad de Salamanca, institución esta última donde obtuvo su licenciatura en dicha materia. Su poesía evoluciona desde los primeros poemas intimistas, como Las afueras, al compromiso social de Compañeros de viaje.  Al mismo tiempo es una poesía que evita constantemente el surrealismo y busca la contemporaneidad y la racionalidad a toda costa a través de un lenguaje coloquial, si bien desnudo de toda referencia innecesaria. Verdadero exponente de lo que se suele denominar una doble vida, Biedma desarrolla actividades empresariales (su padre lo introdujo en el negocio tabaquero familiar) y al mismo tiempo coquetea intelectualmente con el marxismo y su vida interior queda por completo marcada por la homosexualidad, circunstancia que, en el seno de su profundo pesimismo, lo va a llevar a vivir al límite toda una serie de experiencias íntimas autodestructivas. 
Si bien hasta entonces había sido un gran lector de poesía francesa, en particular de Charles Baudelaire, en 1953 se trasladó a vivir a Oxford para mejorar su inglés y poder presentarse a las oposiciones como diplomático, pero en Oxford se topó con la poesía anglosajona del momento, hecho que ejercería la influencia más determinante en su obra posterior. A partir de 1955 trabaja en la empresa de tabacos en Filipinas, donde ya trabajaba su padre. Accedió a trabajar allí porque no consiguió pasar las oposiciones a diplomático y tampoco logró dar clase como profesor universitario, ya que se sabía que era homosexual. En la Compañía de Tabacos llegó a ser secretario general y Manila se convirtió en su segunda ciudad. Su vida y su trabajo en Filipinas se reflejan en sus poemas y en su diario, pues trabajó en Tabacos toda su vida. En 1959 publica Compañeros de viaje, que juntamente con Moralidades (1966) integra la parte más social de su poesía, con piezas llenas de denuncia política en las que evoca la hipocresía burguesa, la miseria que presidía el sistema capitalista, la opresión del pueblo por la España franquista y la discriminación de la mujer. También de ese año data su diario Retrato del artista en 1956, aunque no vio la luz, por deseo expreso de su autor, hasta un año después de su muerte, en 1991, no siendo publicado hasta 2006. En él aparecen no solo los mismos temas de su poesía social, sino también su día a día más personal y de la forma más explícita, desde sus relaciones más íntimas a su proceso creativo, así como el comienzo de su enfermedad.
En 1965 solicita ingresar en el PSUC pero el ingreso le es denegado por su condición de homosexual. Aun así, continuó su relación con los círculos cercanos a los movimientos comunistas. Ese mismo año aparece A favor de Venus, una colección de poemas de amor impregnados de erotismo, y en 1968, por último, publica Poemas póstumos. A partir de entonces Biedma publicará diversos poemas en revistas literarias. En 1968 fue incluido en la Antología de la nueva poesía española.
En 1974, Biedma padeció una crisis que le lleva a dejar la vida literaria y se recluye en un férreo nihilismo. El determinismo de una sociedad incapaz de cambiar su historia y el conformismo y desencanto que impregna el mundo intelectual de izquierdas después de la transición a la democracia lo abocaron a la desesperación. Fracasaron sus esfuerzos por sobrevivir a la apatía del conformismo burgués del que no conseguía escapar, él mismo escribió que era "señorito de nacimiento" y que se arrepentía "de los palos que no le habían dado", y notó que su voluntad de escritor había desaparecido: «No me ocurre más aquello de apostarme entero en cada poema que me ponía a escribir». Ese mismo año, en 1974, se publicó Diario de un artista seriamente enfermo, unas memorias; y un año más tarde, en 1975, Las personas del verbo, su obra poética completa, con estas obras su fama comenzó a despegar. En 1980 también fue publicada una obra titulada El pie de la letra, una obra que recoge sus ensayos y que refleja su amplitud intelectual.
En 1985 se le diagnostica sida, enfermedad que le causó la muerte en enero de 1990. Murió al lado de su pareja, el actor Josep Madern; sus amigos y hermanas estuvieron cuidándole hasta sus últimos días. Sus restos fueron incinerados y enterrados en el panteón familiar de Nava de la Asunción (Segovia), población donde había vivido largas temporadas (incluyendo toda la Guerra Civil), y escrito parte de sus diarios y algunos de sus poemas, entre los que destaca Después de la muerte de Jaime Gil de Biedma. Poema iniciático con el que inventa una nueva máscara narrativa, que no es más que la máscara del muerto.

## Poesía

### Influencia
Miembro destacado de la llamada Escuela de Barcelona, se relacionó con los componentes de esta: Joan Ferraté, Gabriel Ferrater, Jaime Salinas Bonmatí, Carlos Barral, José Agustín Goytisolo y el novelista Juan Marsé. Junto a Ángel González, Claudio Rodríguez y José Ángel Valente, todos estos autores formaron la así llamada «Generación del 50». Gil de Biedma dijo en varias ocasiones que los grupos literarios no eran más que promociones editoriales. En su obra recurrió al coloquialismo (con él mismo y con los lectores) y a la ironía para destacar asuntos sociales y existenciales y, aun cuando no es muy extensa (siempre prefirió la calidad a la cantidad), se ha considerado como una de las más interesantes e influyentes de su generación. La lectura de Eliot Weinberger, Stephen Spender, W. H. Auden y en general de los poetas en lengua inglesa fue determinante para Gil de Biedma, él admiraba esta escuela poética que con el uso del monólogo dramático encontró la veta artística que sentó las bases de la poesía del siglo XX. De esa manera renunció al simbolismo francés que era donde se sustentaba la mayor parte de la poesía de la Generación del 27. Además también escribió algunos ensayos literarios donde demuestra ser dueño de una prosa muy precisa y de unos conocimientos literarios superiores a la crítica de entonces; estos ensayos están recogidos en El pie de la letra. Jaime dejó de escribir poesía porque según decía "lo normal es no escribir, lo normal es leer", de esta manera se convirtió en lo que podríamos llamar un bartleby (por el personaje de Melville) que prefirió dejar la escritura. Sin embargo, otros sostienen que su mundo poético estaba acabado y que antes que repetirse lo abandonó.
Una de las facetas menos estudiadas del poeta es la conversación, él siempre defendió que debía realizarse con una finalidad estética. En el libro prologado y editado por el profesor Javier Pérez Escohotado (El Aleph, 2002) y reeditado en Austral (2015) bajo el título Gil de Biedma. Conversaciones se recogen algunos de estos coloquios en los que puede apreciarse la capacidad conversacional del poeta, la nitidez de sus ideas y la utilización precisa que hacía de la lengua española. Los lectores también pueden acudir a sus diarios para acercarse a la figura del poeta y a su manera de pensar sobre asuntos diversos, especialmente de filosofía.
Gil de Biedma escribió muchísimas cartas a lo largo de su vida, o bien manuscritas por él o dictadas a su secretaria. La lectura de su correspondencia muestra su desarrollo literario y su visión del mundo. Son cartas dirigidas en la mayoría de los casos a sus amigos poetas, como Carlos Barral, Joan Ferraté, Gabriel Ferrater, Ángel González, Gustavo Durán, Jaime Salinas, Juan Gil Albert, Luis Cernuda y a otros. La selección cronológica de éstas la llevó a cabo el editor Andreu Jaume en el libro El argumento de la obra, editado por Lumen en 2010.

## Legado
Desde 1991 en Segovia y desde 2003 en Nava de la Asunción se entregan unos premios de poesía dedicados a su memoria (Premios de Poesía Jaime Gil de Biedma).
En 2003 se estrenó en Barcelona el espectáculo de Pep Munné Una noche con Gil de Biedma (Las rosas de papel) con textos de Gil de Biedma. El espectáculo se representó en 2004 en Madrid.

## Familia
Tres de sus sobrinas (hijas de sus primas) han alcanzado relevancia en el mundo del arte y la política. Por un lado la fotógrafa Ouka Leele (Bárbara Allende y Gil de Biedma) y su hermana Patricia Allende, también fotógrafa, y por otro Esperanza Aguirre y Gil de Biedma, que ha sido presidenta de la Comunidad de Madrid, presidenta del Senado y ministra de Educación.

## Obras
- Versos a Carlos Barral (edición del autor, Orense, 1952)
- Según sentencia del tiempo (1953).
- Compañeros de viaje (Barcelona: Joaquín Horta, 1959)
- En favor de Venus (1965)
- Moralidades (1966)
- Poemas póstumos (1968)
- Colección particular (Seix Barral, 1969)
- Diario del artista seriamente enfermo (1974), libro de memorias
- Las personas del verbo (Seix Barral, 1975; 2.º edición: 1982)
- El pie de la letra: Ensayos 1955-1979 (Crítica, Barcelona, 1980)
- Antología poética (Alianza, 1981)
- Jaime Gil de Biedma. Conversaciones (El Aleph, 2002). Edición y prólogo de Javier Pérez Escohotado
- El argumento de la obra. Correspondencia (Lumen, 2010)
- Diarios 1956-1985 (Lumen, 2015)
- Jaime Gil de Biedma. Conversaciones (Austral, 2015). Reedición y prólogo de Javier Pérez Escohotado
- Retrato del artista en 1956 (Ediciones Península, Planeta, 2006). Prólogo de J. M. Castellet. Apéndice inédito de Gabriel Ferrater

## Sobre Jaime Gil de Biedma

### Biografías
- Jaime Gil de Biedma, Miguel Dalmau Soler, Circe Ediciones, Barcelona, 510 p., 2004, ISBN 10: 8477652279, ISBN 13: 9788477652274

- Felices como bestias, Diego Pinillos, Alianza Editorial, Madrid, 377 p., 2023, ISBN 978-84-1148-154-0

### Películas
- La biografía del poeta escrita por Miguel Dalmau Soler fue adaptada al cine por el director Sigfrid Monleón en 2009 en la película española El cónsul de Sodoma. En ella Jordi Mollà interpreta a Gil de Biedma.

- En 2015 se realizó el documental titulado Veinticinco años después de la muerte de Jaime Gil de Biedma para conmemorar el aniversario de su fallecimiento. Está dirigido por Luis Ordóñez y producido por Yolanda Ochando y se centra no en su biografía sino en su universo poético. Para ello, se recurre a los testimonios de amigos, poetas y teóricos como Félix de Azúa, Manuel Cruz, Miguel Albero, Vicente Molina Foix, Luis Antonio de Villena, Àlex Susanna, Álvaro García, Pep Munné, Carmen Balcells, Luis García Montero, Benjamín Prado, Andreu Jaume, Malcolm Otero Barral, Luis Alberto de Cuenca y Pablo Sycet.